# Pyrausta lineolalis
Pyrausta lineolalis is een vlinder van de familie van de grasmotten (Crambidae). De wetenschappelijke naam van deze soort is voor het eerst voorgesteld als Botys lineolalis door Viktor Ivanovitsj Motsjoelski in een publicatie uit 1866.
De soort komt voor in Japan.